# Tossal Clos
El Tossal Clos és una muntanya de 885 metres que es troba al municipi de Margalef, a la comarca catalana del Priorat.